# Casey Jones
För andra betydelser, se Casey Jones (olika betydelser).

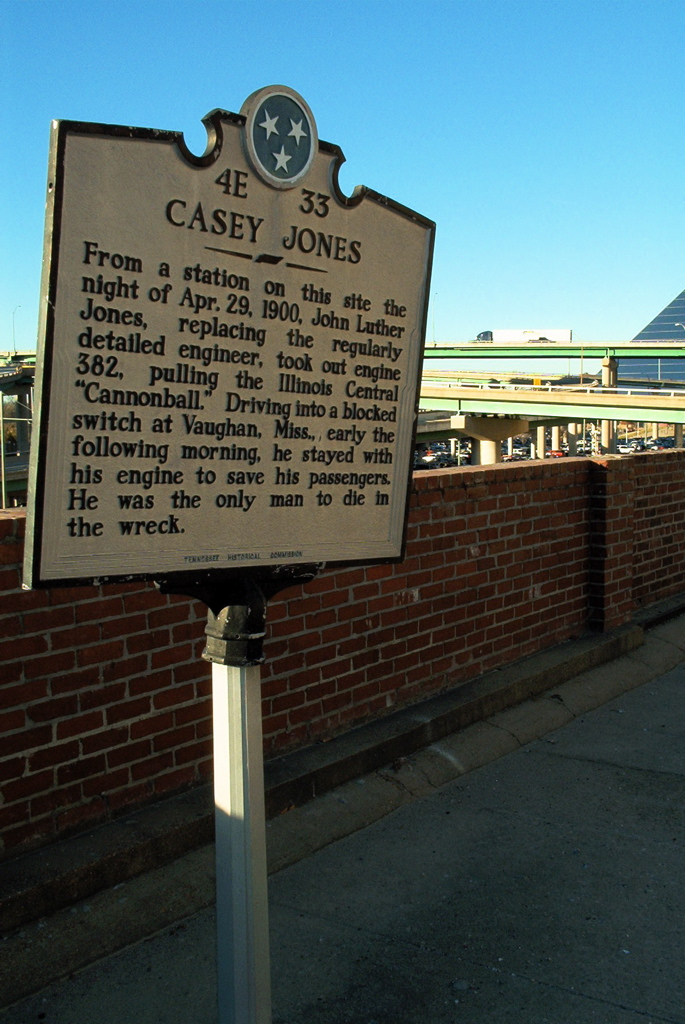
Minnestext till Casey Jones, här 2002.

Casey Jones John Luther Jones född 14 mars 1864, död 29 april 1900 i en järnvägsolycka, var en amerikansk lokförare, känd för sitt mod och sin lojalitet. Hans död i den svåra järnvägsolyckan i början av seklet, då hans tåg Cannonball och två godståg var inblandade, gjorde honom till amerikansk folkhjälte, eftersom han lyckades bromsa tåget till en så pass låg hastighet att alla hans passagerarvagnar fortfarande stod kvar på spåret efter kraschen. Så legendarisk blev han, att han ofta är omsjungen i folksånger. Det har även spelats in ett flertal filmer om honom.
Dock så skrev den första nidlåten om honom 1911, "Casey Jones - the Union scab" (ungf. "Casey Jones - strejkbrytare" ), av Gävle-sonen "Joe Hill"; en sång som definierat och cementerat hans eftermäle genom bland annat Grateful Dead.
Lika notorisk blev han som en så kallad "union scab"

## Filmer om Casey Jones
- Casey Jones Ralph Lewis (1927)
- The Return of Casey Jones Robert Elliott (1933)
- Se opp för tåget (tecknat från Disney) (1950)
- Casey Jones Alan Hale Jr (1958) TV-serie
- Last Train To Oblivion, avsnitt av The Real Ghostbusters (1987)